# CyberMage: Darklight Awakening
CyberMage: Darklight Awakening est un jeu vidéo de tir à la première personne et de rôle développé par Origin Systems et publié par Electronic Arts sur PC en 1995. Le jeu se déroule au XXIe siècle dans un univers de science-fiction alors que la Terre est livrée au chaos. Le joueur incarne un super héros confronté aux forces de NeCrom qui tente de le capturer afin de récupérer la mystérieuse gemme qui lui confère ses pouvoirs. Son système de jeu s'approche de celui de System Shock dont il reprend notamment la combinaison entre tir à la première personne et éléments de jeu de rôle, le héros pouvant faire progresser ses compétences au fur et à mesure de ses victoires,,.

## Accueil
| CyberMage             |      |       |
| Média                 | Nat. | Notes |
| Computer Gaming World | US   | 3.5/5 |
| Gen4                  | FR   | 4/6   |
| Joystick              | FR   | 86 %  |